# Јован Вулић
Јован (Неше) Вулић (Ђураковац, 1894-?) био је српски војник. Носилац је Карађорђеве звезде са мачевима.

## Биографија
Рођен је 1894. године у Ђураковцу код Истока у Метохији. Убрзо потом његова породица се насељава у селу Белогош, где је имао имање од 7 хектара и бавио се земљорадњом. У рат је кренуо 1914. године. Као војник 1. коњичког пука одликован је Златним војничким орденом КЗм за показану храброст у јуришу његовог ескадрона на Конатички Вис за време Колубарске битке 10. новембра 1914. године. У том јуришу, први је улетео у непријатељски борбени распоред и био је тешко рањен у леву ногу. Поред Карађорђеве звезде са мачевима, одликован је и Златном медаљом за храборост.
Неоправљен од рањавања кренуо је у одступање преко Алабаније; међутим, заробљен је код Призрена и остатак рата провео је у ропству, одакле се вратио у своје село по завршетку рата. Био је ожењен Станом, са којом није имао деце.